# Mine train coaster

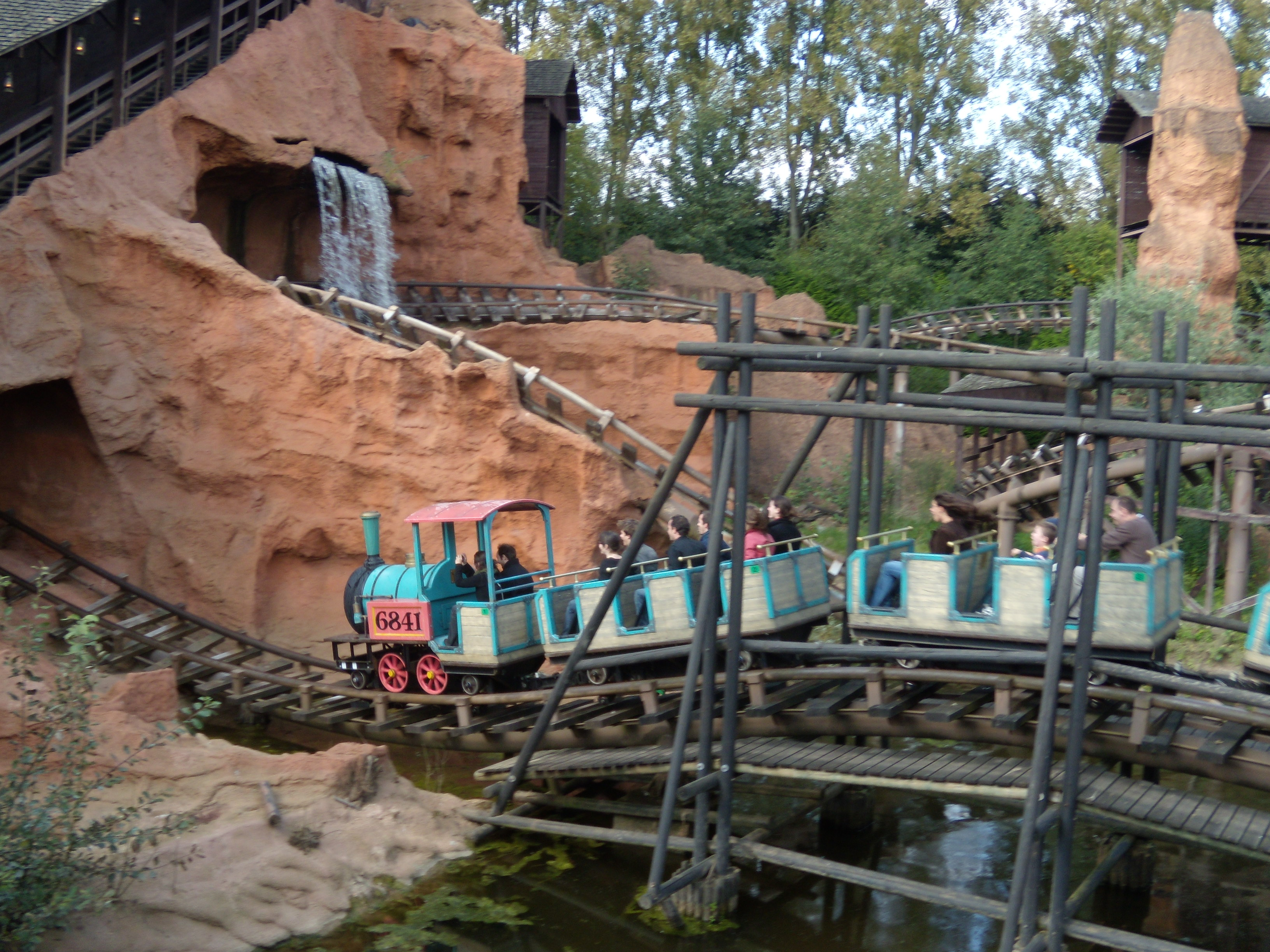
Un esempio di mine train coaster a Walibi Belgium, in Belgio

Un mine train coaster  è una tipologia di montagne russe.

## Caratteristiche
La caratteristica principale di un mine train coaster non è, come il nome lascerebbe intendere, la tematizzazione che rimanda a una miniera: esistono infatti esemplari di mine train coaster con tematizzazione diversa o assente. A differenziare questa tipologia dalle altre montagne russe è infatti il treno, che anziché presentare una fila continua di cinque, sei o dieci coppie di posti, è suddiviso in diversi segmenti da soli quattro posti, collegati tra loro per mezzo di un gancio, che ricordano un carrello da miniera; a causa della segmentazione la motrice non può essere interna al treno, ma è allocata in un apposito vagone di testa, avente talvolta la forma di una locomotiva. In assenza di questo tipo di vagone, è più corretto parlare di minicoaster o family coaster.
La conformazione del vagone lo rende adatto a percorsi tortuosi con salite, discese, accelerazioni e curve di 90 e 180°; non può tuttavia affrontare inversioni né giri della morte, e la velocità deve mantenersi costantemente entro i 100 km/h: queste caratteristiche rendono il mine train coaster adatto a visitatori di un'ampia fascia d'età, comprese famiglie e bambini. L'attrazione può essere indoor o outdoor a seconda del fatto che il percorso si trovi in una struttura coperta o all'aperto; talvolta può incorporare elementi di una dark ride, come animatronici o effetti di luce, suono e fumo.

## Storia
Un prototipo di mine train coaster è ravvisabile nel Matterhorn Bobsleds, inaugurato nel 1959 a Disneyland e costruito dalla società Arrow Developement. Questa attrazione è il primo ottovolante mai costruito in acciaio, e presenta per la prima volta una motrice esterna ai vagoni; non può tuttavia considerarsi un vero e proprio mine train coaster poiché i vagoni i vagoni erano quelli a dodici posti tipici di un ottovolante; inoltre la tematizzazione si limitava inizialmente alla facciata principale, che riproduce in scala il monte Cervino (Matterhorn in inglese). Nel corso degli anni questa attrazione è stata soggetta a una serie di modifiche estetiche che l'hanno avvicinata sempre di più a un mine train coaster, ma di fatto Matterhorn Bobsleds rimane un tipico esempio di rollercoaster.
Il primo vero mine train coaster è  Runaway Mine Train costruito dalla stessa Arrow nel 1966 a Six Flags Over Texas. A sviluppare l'innovativo sistema di vagoni a quattro posti furono gli ingegneri Ronald Toomer, Karl Bacon ed Ed Morgan; data la somiglianza con un carrello da miniera, decisero di tematizzare l'intera attrazione con elementi che rimandassero a tale ambiente. Il successo di questa attrazione (il più antico ottovolante del parco) fu tale che subito ne furono realizzati esemplari simili, dapprima negli Stati Uniti d'America, poi in Europa; il nome del'attrazione divenne poi il nome tecnico alla categoria.

## Esempi
Tra i più famosi mine train coaster, oltre a quelli già citati, c'è Big Thunder Mountain Railroad, presente in tutti i parchi Disney. In Italia ci sono tre attrazioni di questo tipo: Mammut a Gardaland Park, Eldorado a Etnaland e Olandese Volante a MagicLand, quest'ultimo, pur appartenendo alla categoria, non presenta una tematizzazione che rimanda all'ambito minerario.